# Colostethus panamansis
Espèce
Synonymes
- Hyloxalus panamansis Dunn, 1933
- Colostethus panamensis (Dunn, 1933)

Statut de conservation UICN

 LC  : Préoccupation mineure
Colostethus panamansis est une espèce d'amphibiens de la famille des Dendrobatidae.

## Répartition
Cette espèce se rencontre au Panama et en Colombie dans le département de Chocó du niveau de la mer jusqu'à 800 m d'altitude.

## Description

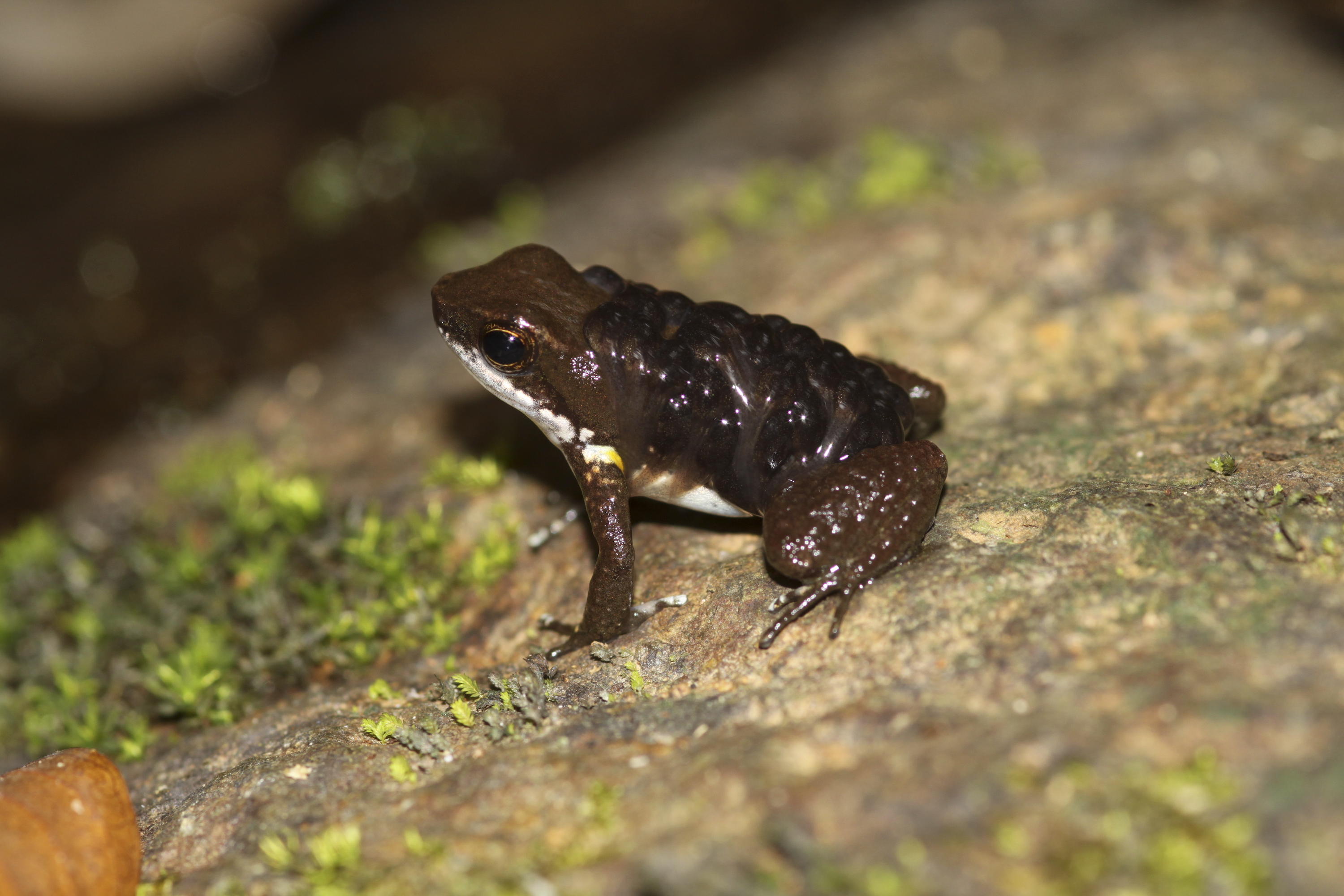
Colostethus panamansis

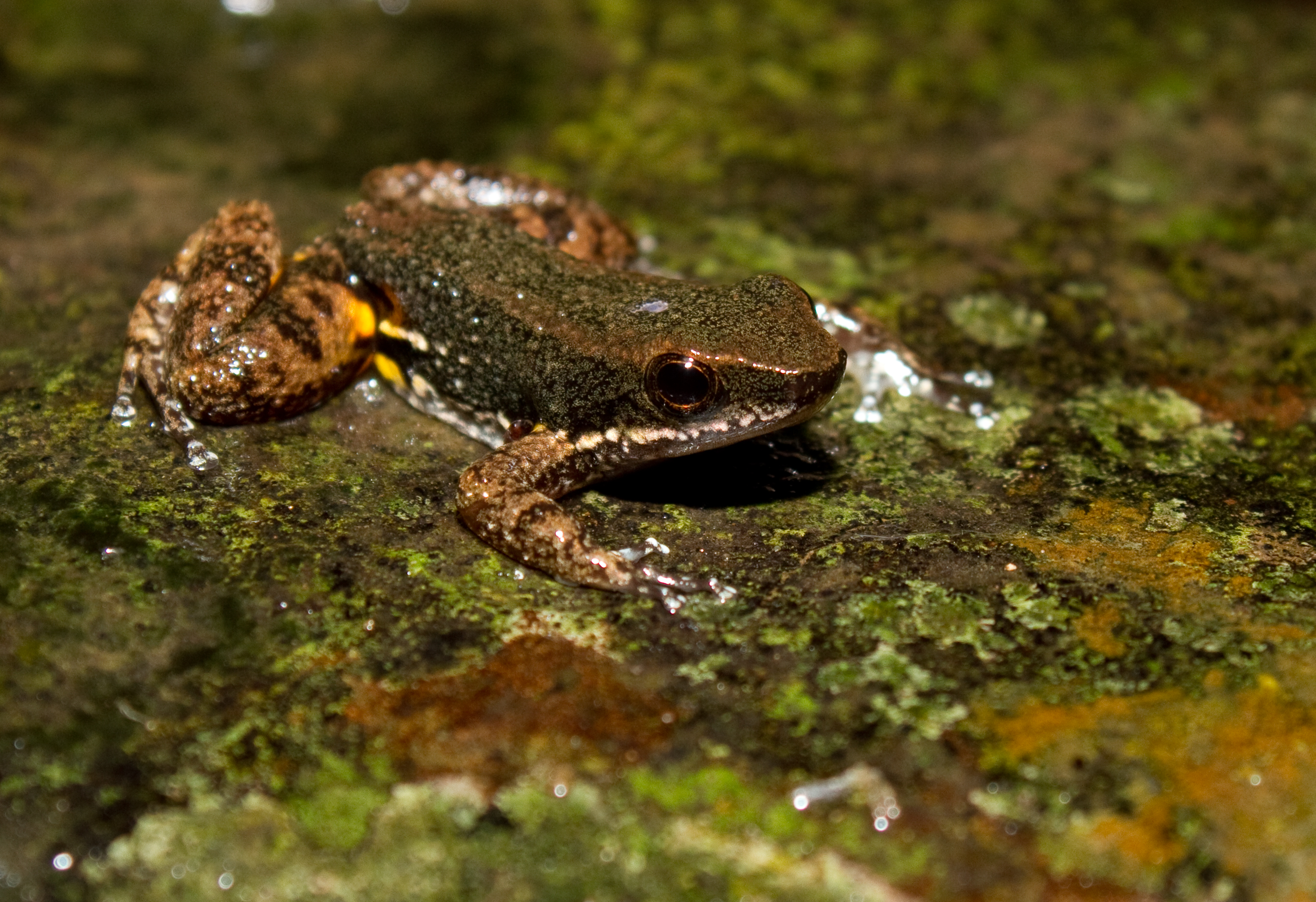
Colostethus panamansis

Le mâle holotype mesure 25 mm et la femelle paratype 30 mm

## Étymologie
Son nom d'espèce, composé de panama et du suffixe latin -ensis, « qui vit dans, qui habite », lui a été donné en référence au lieu de sa découverte, le Panama.

## Publication originale
- Dunn, 1933 : Amphibians and reptiles from El Valle de Anton, Panama. Occasional Papers of the Boston Society of Natural History, vol. 8, p. 65–79 (texte intégral).